# بريتفورد
بريتفورد (بالإنجليزية: Britford) هي قرية وأبرشية مدنية تقع بجوار نهر أفون على بعد حوالي 1.5 ميل (2.4 كـم) جنوب شرق سالزبوري في ويلتشير، إنجلترا. تقع القرية على جانب الطريق (A338) الذي يربط سالزبوري ببورنماوث. وفقًا للتعداد السكاني لعام 2011، يبلغ عدد سكان القرية 592 نسمة.

## الجغرافيا
تقع قرية بريتفورد شرق الرعية، على بعد نحو 1.3 ميل (حوالي 2.1 كيلومتر) جنوب شرق كاتدرائية سالزبوري. وتمتد مروج مائية شرق القرية، والتي تم إنشاؤها على يد نهر أفون. تمتد الرعية غربًا لمسافة تقرب من 3 ميل (حوالي 4.8 كيلومترات) عبر الأراضي الزراعية، دون وجود أي تجمعات سكنية محددة،  وسعت المستشفى في هذه المنطقة، الذي بدأ في الحرب العالمية الثانية، وأصبح الآن مستشفى منطقة سالزبوري الكبير الذي يخدم منطقة واسعة، وذلك على بعد حوالي ميل واحد جنوب غرب القرية.

## علم الآثار
ليتل وودبيري يقع على بعد حوالي نصف ميل (حوالي 800 متر) إلى الجنوب الغربي من القرية، وهناك موقع لمستوطنة يعود إلى العصر الحديدي. في الفترة من 1938 إلى 1939، أظهرت عمليات الحفريات مواقع تخزين الحبوب وحفر التخزين، بالإضافة إلى منزل دائري يصل ارتفاعه إلى حوالي 50 قدمًا (15 مترًا) في القطر. 
عُثر على بقايا حصن تل من العصر الحديدي في غريت وودبيري، على بعد ميل واحد (حوالي 1.6 كيلومتر) من القرية.

## التاريخ
وُثّق اسم المكان "بريتفورد" لأول مرة في ميثاق ساكسوني يعود إلى حوالي عام 670، حيث ظهر تحت اسم "بريتفوردينجيا". ويمكن العثور على الاسمين "بريتفورد" و"بريدفورد" في كتاب يوم القيامة لعام 1086.وُرد الاسم كـ "بريدفورد" في سجلات كوريا ريجيس رولز لعام 1203. هذا الاسم يُفسر على أنه "فورد العرائس"، ويشترك في أصله اللغوي مع بريدفورد في ديفون. 
سجل كتاب يوم القيامة 48 أسرة ومطاحنتين وكنيسة. في الربع الثاني من القرن الثالث عشر، كانت هناك سيدة في بريتفورد تُدعى جوان تشغل منصب مذيعة. في عام 1215، منحها الملك جون دخلًا يوميًا بقيمة فلس واحد. تلقت هدايا ملكية مصنوعة من خشب البلوط في السنوات 1226 و1231 و1245. وفي عام 1237، تم أمر عمدة سالزبوري بالتحقق من أن الجدار المحيط بالفناء الخارجي لمنزلها كان مؤمنًا بشكل جيد. 
يظهر أن قصر بريتفورد، جنبًا إلى جنب مع قصر برامشو القريب في هامبشاير، ربما تم منحهما من قبل أحد ملوك النورمانديين لعائلة دي لاسي في أحد الأوقات خلال القرن الثاني عشر.  كانت كنيسة برامشاو تابعة لبريتفورد منذ وقت مبكر حتى عام  بحلول القرن السادس عشر، كان القصر مملوكًا لجورج هاستينغز إيرل هانتينغدون الأول، وكانت زوجته آن ستافورد، ابنة هنري ستافورد دوق باكنغهام الثاني. 
في عام 1538، باع الإيرل القصر لتاجر من لندن يُدعى جيرفواز أو جيرفيس. من بين أحفاده توماس جيرفواز (توفي عام 1654) ، عضو البرلمان عن ويتشرش، هامبشاير. تزوج في سن 14 عامًا من لوسي باوليت، ابنة السير ريتشارد باوليت من هيريارد وفريفولك وهامبشاير، وبعد وفاة أختها أضاف ملكية هيريارد إلى ممتلكات عائلته الكبيرة من الأراضي في ويلتشير وورسيستيرشاير وشروبشاير. كان أبناء توماس ريتشارد (من مواليد 1615) وتوماس (توفي عام 1693) وحفيده توماس (1667-1743) نوابًا أيضًا.
منذ عام 1542، كانت "موت هاوس"، التي تقع جنوب غرب كنيسة سانت بيتر، في ملكية عائلة جيرفويز. واليوم، يتميز المنزل الحالي الذي يعود إلى القرن السابع عشر بتحيطه حفرة مائية. أُعيد تشكيل المنزل في عام 1766 ومرة أخرى في القرن التاسع عشر، بحيث يبدو خارجيًا على الطراز الجورجي في أوائل القرن التاسع عشر.  وهي مقسمة الآن إلى منزلين.  في ستينيات القرن الثامن عشر، أُضيف هيكل إضافي في الحديقة، والذي كان يمكن أن يكون بيت حمام أو برج حمام. تميزت نوافذه بالأقواس الكبيرة وتنسجم مع تلك المضافة إلى المنزل.
منزل ريكتوري فارمهاوس، الذي يقع إلى الشمال الغرب من كنيسة سانت بيتر، هو منزل يعود إلى القرن السابع عشر ويتميز بواجهة متناظرة تتألف من ثلاثة أجزاء. في الواجهة الأمامية، تحتوي نافذتا الطابق الأرضي على أربعة أقسام وعامودًا عموديًا، بينما تحتوي نوافذ الطابق الأول على شرفات مقوسة مزخرفة بزخارف منحنية.  حيثُ أنه مبنى مدرج من الدرجة الثانية. 
توجد منازل جورجية على الطريق الرئيسي (A338)، وقد تم بناؤها لملكية قصر لونجفورد.

### الملاحة أفون

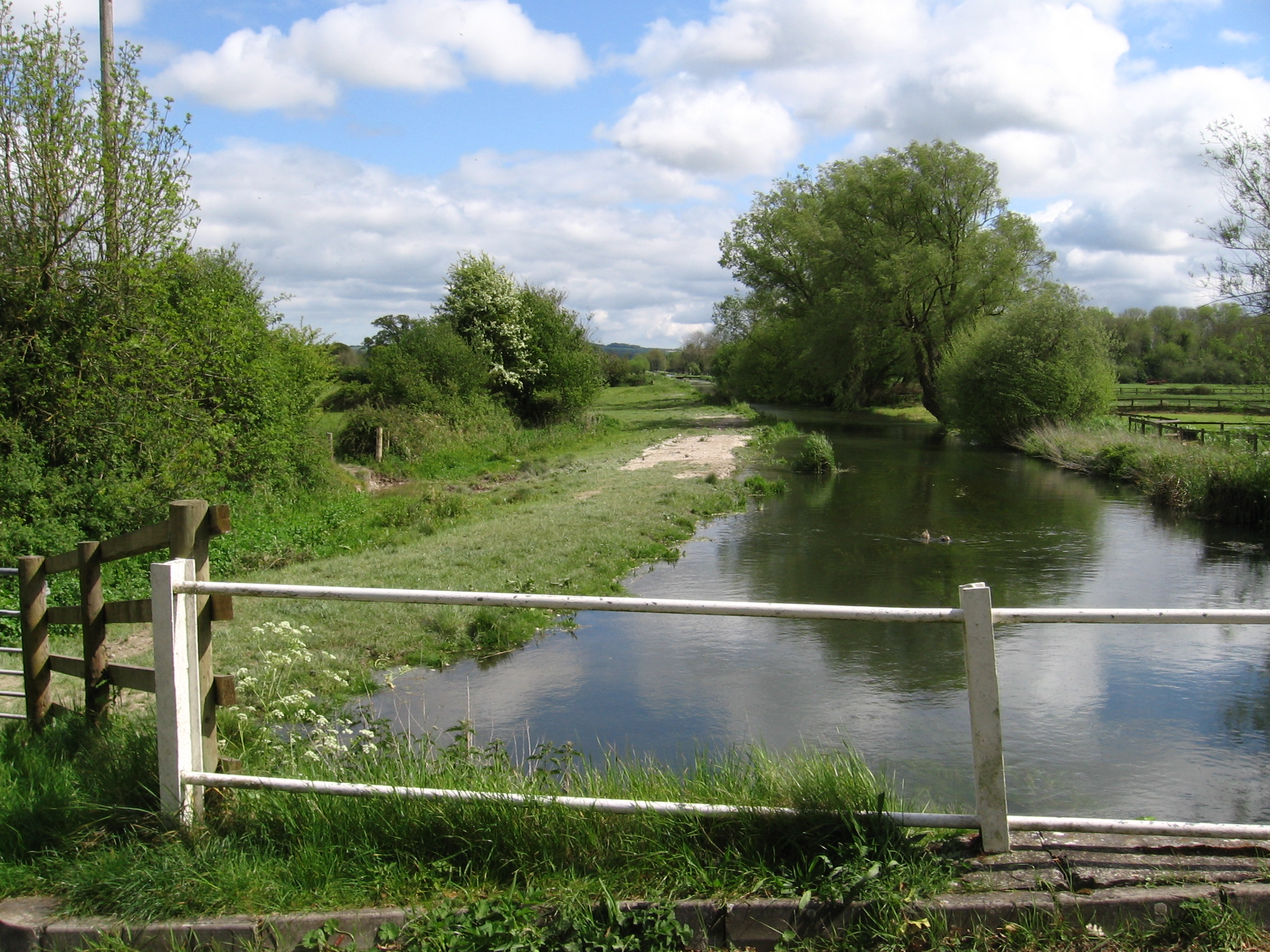
قناة الملاحة التي تعود للقرن السابع عشر وتقع على حافة المروج المائية بالقرب من بريتفورد

في عام 1664، سمح قانون صادر عن البرلمان بتحويل نهر أفون إلى منطقة ملاحية بين سالزبوري والقناة الإنجليزية في كرايستشيرش . تم حفر قنوات مقننة لتسوية أجزاء من النهر، بما في ذلك واحدة يبلغ طولها حوالي 1 ميل (1.6 كـم) عبر أبرشية بريتفورد، تاركًا المروج المائية في اتجاه مجرى النهر مباشرة من الكاتدرائية ويعود إلى النهر بالقرب من قلعة لونجفورد، جنوب شرق القرية. بدأ العمل في عام 1675 واكتمل المسار في عام 1684، لكنه توقف عن الاستخدام حوالي عام 1715. يقع القفل الوحيد الباقي على الممر المائي البائد بالقرب من قلعة لونجفورد، وقد أعيد بناؤه بالطوب كقفل رطل بعد فترة وجيزة من تلف القفل السريع الأصلي بسبب الفيضانات في عام 1700 تقريبًا. يوجد بالجوار جسر للمشاة فوق الملاحة، تم بناؤه عام 1748 بعد الهجر.

### شرق هارنهام
شرق هارنهام ، أعلى نهر بريتفورد، كان بمثابة العشور لأبرشية بريتفورد حتى تم بناء كنيسة جميع القديسين هناك في عام 1854، وتم إنشاء كنيسة صغيرة لها في العام التالي. ظلت شرق هارنهام داخل أبرشية بريتفورد المدنية حتى عام 1896 عندما أصبحت أبرشية مدنية منفصلة، والتي تم إلغاؤها في عام 1904 في توسيع أبرشية سالزبوري.  وفي نفس الوقت تم نقل بعض مساحتها إلى بريتفورد.  مزيد من التوسع في حدود المدينة في عام 1954 أخذ من بريتفورد المناطق المبنية شمال وجنوب النهر، بما في ذلك منطقة بيترسفينجر على طريق ساوثهامبتون. 

## كنيسة الرعية

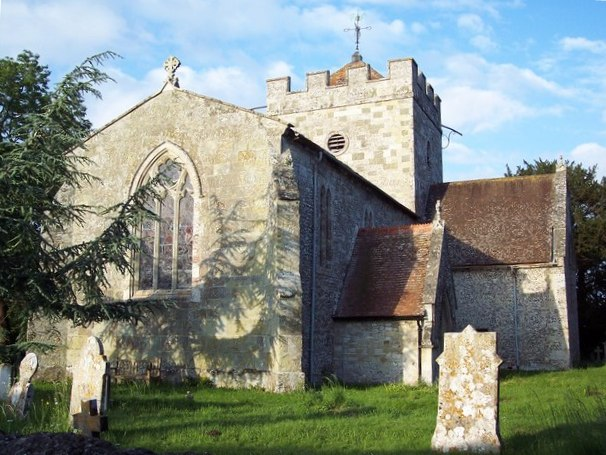
كنيسة القديس بطرس.

تقع كنيسة أبرشية كنيسة إنجلترا للقديس بطرس بالقرب من ضفة النهر، وتقع مزرعة ريكتوري بجانبها شمال غرب القرية الحالية. بقي الصحن الطويل من كنيسة سكسونية كبيرة تعود إلى القرن الثامن أو التاسع، على الرغم من إعادة بنائها باستثناء الأجزاء السفلية من الجدران الشمالية والجنوبية. 
على كل جانب من أضلع الكنيسة، تتواجد قوسات سكسونية ذات رؤوس مدورة تؤدي إلى مساحات صغيرة مُخصصة للكنائس الفرعية. القوس المؤدي إلى المساحة الجانبية الجنوبية بسيط، بينما القوس المؤدي إلى المساحة الجانبية الشمالية يدعمه لوحات حجرية مزخرفة. يبدو أن نقش إحدى اللوحات مشتق من نمط الزخرفة الذي تميز به صلبان بيوكاستل وروثويل في بداية القرن الثامن، في حين يُظهر نمط النقش على اللوحة الأخرى أنه يعود إلى القرن التاسع.  يحتوي كلا القوسين على طوب روماني مُعاد استخدامه.  يوسع جوليان أورباخ وصف نيكولاس بيفسنر للكنيسة، فيطلق على الأقواس اسم "الإحساس الداخلي"  ويلاحظ اقتراح روزماري كرامب بوجود قبر ملكي هنا.  كانت الأقواس محاطة بالأسوار، على الرغم من أنها مرئية من الخارج، حتى تم اكتشافها بواسطة الشارع في سبعينيات القرن التاسع عشر. 
في القرن الرابع عشر، أُضيف المذبح والجناح الشمالي والجنوبي، مما جعل الكنيسة المبنى الصليبي الشكل الذي هي عليه اليوم.  يقع كل جناح بجوار الرواق الساكسوني على جانبه المقابل ويتضمن الجدار الشرقي لذلك الرواق. زُيّنت الأقواس التي تلتقي فيها الممرات مع صحن الكنيسة على الطراز القوطي، وكذلك النافذة الشرقية للمذبح.  من المفترض أن يكون صندوق القبر الموجود في المذبح، تحت قوس من القرن الرابع عشر، هو صندوق هنري ستافورد، دوق باكنغهام الثاني الذي أُعدم في سالزبوري عام 1483 يوجد أيضًا صندوق خشبي صغير من القرن الخامس عشر مقيد بالحديد في الجناح الشمالي. تشمل النصب التذكارية الأخرى كتابًا رخاميًا يسرد أصل عائلة جيرفواز (بواسطة جون بيكون الأصغر ، 1820) وفي الضريح إنجاز شعاري برونزي لإيرل رادنور الخامس (توفي عام 1900). يعود تاريخ المنبر المنحوت بدقة إلى أواخر القرن السابع عشر على الرغم من أن قاعدته الحجرية من العصر الفيكتوري.
أعيد بناء الجدار الغربي للصحن عام يوجد فوق المعبر برج مركزي تم تجديده أو إعادة بنائه عام 1764  أو 1767.  جون روبارتس من قلعة لونجفورد، لاحقًا إيرل رادنور الأول، دفع تكاليف العمل عام 1764 وأضيف ضريحًا عائليًا إلى الركن الشمالي الغربي من الجناح الشمالي في عام 1764  أو 1777  تعود المقاعد الصندوقية في الجناح الجنوبي إلى نفس القرن.  رُممة المبنى في عام 1872حتى عام 1873 وفقًا لتصميمات شارع جورج إدموند؛ حيثٌ تضمن العمل تغييرات على النوافذ ونقل المدخل من الطرف الغربي إلى المدخل الجنوبي الساكسوني المعاد فتحه. لقد جعل ضريح رادنور على الطراز القوطي ، وتم تقليص ارتفاعه وتقصيره لإفساح المجال أمام مجلس الشمال الشرقي.   ستريت قام أيضًا بتصميم نافورة من الحجر في تشيلمارك.  تحتوي النافذة الغربية للصحن على زجاج ملون من صنع وارد وهيوز من لندن عام  ومن ثم أعيد بناء البرج عام 1903 وصُنفت الكنيسة والضريح ضمن الدرجة الأولى في عام 1960.
تحتفظ كنيسة القديس بطرس بمجموعة من ستة أجراس، حيث تم صناعة خمسة منها بما في ذلك التينور في عام 1765 على يد روبرت ويلز الأول من ألدبورن، بينما تم صنع الجرس السادس في عام 1899 على يد توماس بلاكبورن من سالزبوري.   تشتمل الآثار الموجودة في باحة الكنيسة على مقابر صدرية من القرنين الثامن عشر والتاسع عشر، وصليب حجري منحوت تخليدًا لذكرى جون وردزورث (أسقف سالزبوري حتى وفاته عام 1911) وزوجته الأولى سوزان. 

## الحكومة المحلية
يتم انتخاب مجلس الرعية من قبل سكان الرعية المدنية. تقع هذه الرعية المدنية ضمن منطقة السلطة الوحدوية لمجلس ويلتشير، الذي يتولى جميع الوظائف الحكومية المحلية الرئيسية.
ضمت أبرشية بريتفورد القديمة عشور إيست هارنهام،  والتي أصبحت رعية كنسية منفصلة في عام 1855 بعد بناء كنيسة هناك في العام السابق. استمرت شرق هارنهام كجزء من أبرشية بريتفورد المدنية حتى عام 1896، عندما أصبحت رعية منفصلة. في عام 1904 انضمت إلى حي سالزبوري وهي الآن جزء من ضاحية هارنهام . 

## وسائل الراحة
تحتوي بريتفورد على مدرسة ابتدائية تابعة لكنيسة إنجلترا، تم بناؤها في عام 1959 لتحل محل المدرسة الوطنية التي تأسست في عام 1853.  في 1 أبريل 2010، اندمجت مع مدرسة أودستوك الابتدائية لتشكيل مدرسة لونجفورد الابتدائية التابعة لكنيسة إنجلترا. سُميت المدرسة باسم ممتلكات لونجفورد. يظل كل من مباني الموقعين قيد الاستخدام: الموقع في بريتفورد يدرس المرحلة الأساسية الأولى والموقع في أودستوك يدرس المرحلة الأساسية الثانية.
يقع مستشفى منطقة سالزبوري في الرعية على بعد حوالي 1 ميل (1.6 كـم) جنوب غرب القرية.
يتم تشغيل خدمة الحافلات لركن السيارات والانتقال إلى سالزبوري من موقع على الطريق A338 بالقرب من القرية. 
يعد بريتفورد ووتر ميدوز موقعًا بيولوجيًا ذا أهمية علمية خاصة.